# Béatrice de Bourgogne (1257-1310)
Pour les articles homonymes, voir Béatrice de Bourgogne.
Béatrice de Bourgogne, née en 1257, morte au château de Murat le 1er octobre 1310, dame de Bourbon, comtesse de Charolais, est la fille de Jean de Bourgogne, comte de Charolais, et d'Agnès, dame de Bourbon.

## Biographie
En 1275, elle hérite de la seigneurie de Saint-Just en Champagne de son arrière-grand-oncle Guy III de Dampierre.
Elle meurt au château de Murat, forteresse près de Montmarault, en 1310.

## Famille
Béatrice de Bourgogne épouse à Clermont-en-Beauvaisis en 1272 Robert, comte de Clermont (1256 † 1317), fils de Saint Louis et eut :
- Louis Ier le Boiteux (1279 † 1342), duc de Bourbon, comte de Clermont (aujourd'hui Clermont) et de la Marche ;
- Blanche (1281 † 1304), mariée en 1303 à Robert VII († 1325), comte d'Auvergne et de Boulogne ;
- Jean (1283 † 1316), comte de Charolais ;
- Marie (1285 † 1372), seconde prieure du prieuré Saint-Louis de Poissy[2] ;
- Pierre (1287 † ap.1330), prêtre à Paris ;
- Marguerite (1289 † 1309), mariée en 1308 à Jean Ier, margrave de Namur (1267 † 1330).